# Can Sureda (Palafolls)
Can Sureda és una masia de Palafolls (Maresme) inclosa a l'Inventari del Patrimoni Arquitectònic de Catalunya.

## Descripció
Està situada a la carretera que uneix Les Ferreries amb Tordera, molt a prop de Can Tortós i el Mas Roig. Les reformes que s'hi ha fet han afectat l'estructura originària de la casa, probablement amb teulada a dues aigües, a una de les quals s'hi ha afegit un segon pis amb teulada d'una sola vessant. Cal destacar, a la porta d'accés principal l'ús de l'obertura adovellada amb llinda, molt emprada a les finestres de les masies de la zona, però inusual al portal.